# Ricardo Pérez (Fußballspieler, 1973)
Ricardo Pérez Tamayo, auch bekannt als El Gato Pérez, (* 21. Juli 1973 in Bogotá) ist ein ehemaliger kolumbianischer Fußballspieler und Fußballfunktionär. Derzeit ist er Sportdirektor von Millonarios FC.

## Karriere

### Im Verein
Pérez begann seine Profikarriere bei Millonarios und spielte danach unter anderem für América de Cali, Sichuan Guancheng, LDU Quito, al-Rayyan SC, Al-Hilal, Bani Yas, Al-Sailiya sowie Académica Coimbra. Seine erfolgreichste Zeit hatte er bei LDU Quito, mit dem er 1999 die ecuadorianische Meisterschaft gewann, und bei al-Hilal, wo er mehrere Titel holte. 2006 beendete er seine Karriere bei Millonarios mit insgesamt 154 Spielen und 53 Toren.

### In der Nationalmannschaft
Pérez stand im Aufgebot Kolumbiens bei der Copa América 1993, kam jedoch nicht zum Einsatz. Zwischen 1996 und 1997 bestritt er vier Länderspiele für die Nationalmannschaft und erzielte ein Tor.

## Funktionär
Nach seiner aktiven Karriere war er von 2007 bis 2017 Präsident des neugegründeten Vereins Fortaleza CEIF, den er zweimal in die erste Liga führte. 2018 übernahm Pérez das Präsidentenamt bei América de Cali und gewann mit dem Verein 2019 die kolumbianische Meisterschaft. Ende des Jahres trat er aus persönlichen Gründen zurück. Pérez war zudem Sportdirektor bei Atlético Bucaramanga und wurde 2022 zum Sportdirektor der División Mayor del Fútbol Colombiano ernannt. Seit Mai 2024 ist er Sportdirektor von den Millonarios.

## Erfolge
LDU Quito
- Ecuadorianischer Meister: 1999

Al-Hilal
- Sieger des Arabischen Pokals der Pokalsieger: 2001
- Sieger des Arabischer Super Cups: 2001

## Sonstiges
Neben dem Fußball war Pérez auch als Schauspieler in Serien wie De pies a cabeza, Vecinos und El man es Germán tätig. 2005 nahm er an der Realityshow La isla de los famosos teil. 2017 moderierte er die Sportsendung La Titular auf Canal 1.